# Іоан IX
Іоан IX (копт. Ⲡⲁⲡⲁ Ⲁⲃⲃⲁ Ⲓⲱⲁⲛⲛⲏⲥ; д/н — 29 березня 1327) — 81-й папа (абба) Александрійський та патріарх усієї Африки при Святому Престолі Святого Марка у 1320—1327 роках.

## Життєпис
Походив зі знатної коптської родини з міста Нефія (в сучасні мухафазі Мінуфія). Про його діяльність до обрання папою практично відсутні відомості. 1320 року після смерті свого попередника Іоана VIII стає очільником Коптської православної церкви. На той час становищекоптської громади і церкви покращалися, завдяки налагодженню взаємодії з султанським урядом, куди увійшли деякі копти-ренегати.
8 травня 1321 року відбулося збурення мусульман, яке розпалювали фанатичні улеми (за іншою версією суфійські братства), які вимагали зруйнувати усі церкви та вигнати християн в провідних містах султанату. За цих обставин ані папа, ані султан Мухаммад I ан-Насір, незважаючи на зусилля не змогли протидіяти нищенню понад 60 коптських церков та монастирів по всьому Єгипту, зокрема найстаріших аз-Захра і Бу-Міна. ЛИше власнійгромаді за підтримки загону мамлюків вдалося врятувати церкву аль-муаллака (збереглася на тепер).
Через місяць заворушення поновилися, при цьому постійно відбувалися підпали мечетів та дедресе, в яких запідозріли коптів та греків. Для розв'язання проблеми султан викликав Іоана IX, який до того переховувався в будинку місрського валі. Папа намагався переконати Мухаммада I ан-Насіра покарати вже схоплених підпалювачів (14 греків і 12 коптів), але останній видав наказав, яким дозволив вбивати усіх підозрілих християн. Наслідком стали численні вбивства.
В подальшому намагався зберегіти існуючи церквоін будівлі, відновити довіру в стосунках з султаном, а також приборкати внутрішні сектанські течії, які вимагали радикальних дій у відносинах з мусульманами. Помер 1327 року. Йоно наступником було обрано Веніаміна II.